# Lijst van voetbalinterlands Costa Rica - Zuid-Afrika
Deze lijst van voetbalinterlands is een overzicht van alle officiële voetbalwedstrijden tussen de nationale teams van Costa Rica en Zuid-Afrika. De landen speelden tot op heden twee keer tegen elkaar. De eerste ontmoeting, een vriendschappelijke wedstrijd, werd gespeeld in Johannesburg op 11 oktober 2003. Het laatste duel, eveneens een vriendschappelijke wedstrijd, vond plaats op 8 oktober 2015 in Liberia.

## Wedstrijden
| № | Plaats       | Datum           | Competitie        | Wedstrijd                | Uitslag |
| - | ------------ | --------------- | ----------------- | ------------------------ | ------- |
| 1 | Johannesburg | 11 oktober 2003 | Vriendschappelijk | Zuid-Afrika – Costa Rica | 2 – 1   |
| 2 | Liberia      | 8 oktober 2015  | Vriendschappelijk | Costa Rica − Zuid-Afrika | 0 − 1   |

## Samenvatting
| Competitie        | Totaal gespeeld | Winst Costa Rica | Gelijk | Winst Zuid-Afrika | Doelsaldo Costa Rica – Zuid-Afrika |
| ----------------- | --------------- | ---------------- | ------ | ----------------- | ---------------------------------- |
| Vriendschappelijk | 2               | 0                | 0      | 2                 | 1 − 3                              |
| Totaal            | 2               | 0                | 0      | 2                 | 1 − 3                              |

Wedstrijden bepaald door strafschoppen worden, in lijn met de FIFA, als een gelijkspel gerekend.

## Details

### Eerste ontmoeting
| Vriendschappelijk (Johannesburg, Zuid-Afrika, 11 oktober 2003): |              | |
| Zuid-Afrika | 2 – 1        | Costa Rica |
| Siyabonga Nomvethe 39' Patrick Mayo 87' | goals        | 79' (e.d.) Aaron Mokoena |
| Ephraim Mashaba | bondscoach   | Steve Sampson |
| Andre Arendse Tony Coyle 84' John Mbulelo Mabizela Aaron Mokoena David Kannemeyer Jabu Pule John Moshoeu Teboho Mokoena 81' Japhet Zwane 43' Patrick Mayo Siyabonga Nomvethe | opstellingen | Adrián De Lemos Mauricio Wright Alexánder Castro Reynaldo Parks Pablo Chinchilla Juníor Díaz José Luis López 84' Steven Bryce Wálter Centeno 67' Álvaro Saborío 58' Rolando Fonseca |
| Stanton Fredericks 43' Josta Dladla 81' Jimmy Tau 84' | wissels      | 58' Alonso Solís 67' David Diach 84' Try Bennett |

### Tweede ontmoeting
| Vriendschappelijk (Liberia, Costa Rica, 8 oktober 2015): |              | |
| Costa Rica | 0 – 1        | Zuid-Afrika |
| | goals        | 10' Andile Jali |
| Óscar Ramírez | bondscoach   | Ephraim Mashaba |
| Keylor Navas Johnny Acosta Bryan Oviedo Cristian Gamboa Óscar Duarte Francisco Calvo 55' Celso Borges Yeltsin Tejeda 72' Johan Venegas 65' Marco Ureña 89' Joel Campbell | opstellingen | Itumeleng Khune 59' Musa Lebusa Erick Mathoho Rivaldo Coetzee Anele Ngcongca 78' George Lebese Mandla Masango Andile Jali Bongani Zungu 70' Sibusiso Vilakazi 87' Thulani Serero     |
| Elías Aguilar 55' Daniel Colindres 65' David Guzmán 72' Ronald Matarrita 89' Patrick Pemberton Esteban Alvarado David Myrie Júnior Díaz Deyver Vega Esteban Granados     | wissels      | 59' Mzikayise Mashaba 70' Kamohelo Mokotjo 78' Thulani Hlatshwayo 87' Ayanda Patosi Ronwen Williams Jackson Mabokgwane Clayton Daniels Jabulani Shongwe Siyabonga Nhlapo Dean Furman |
| Bryan Oviedo 72' | gele kaarten | |

FEDEFUTBOL · A-internationals · Selecties · Bondscoaches · Costa Ricaans vrouwenelftal · Costa Rica U21 · Costa Rica U20 · Costa Rica U19 · Costa Rica U18 · Costa Rica U17
1920 – 1949 ·
1950 – 1969 ·
1970 – 1979 ·
1980 – 1989 ·
1990 – 1999 ·
2000 – 2009 ·
2010 – 2019 ·
2020 − 2029
Copa América 1997 · 
Copa América 2001 · 
Copa América 2004 · 
Copa América 2011 · 
Copa América 2016
WK 1990 · 
WK 2002 · 
WK 2006 · 
WK 2014 · 
WK 2018
OS 1980 · 
OS 1984 · 
OS 2004
1921 · 
1922–1929 · 
1930 · 
1931–1934 · 
1935 · 
1936–1937 · 
1938 · 
1939 · 
1940 · 
1941 · 
1942 · 
1943 · 
1944–1945 · 
1946 · 
1947 · 
1948 · 
1949 · 
1950 · 
1951 · 
1952 · 
1953 · 
1954 · 
1955 · 
1956 · 
1957 · 
1958 · 
1959 · 
1960 · 
1961 · 
1962 · 
1963 · 
1964 · 
1965 · 
1966 · 
1967 · 
1968 · 
1969 · 
1970 · 
1971 · 
1972 · 
1973 · 
1974–1975 · 
1976 · 
1977–1978 · 
1979 · 
1980 · 
1981–1982 · 
1983 · 
1984 · 
1985 · 
1986 · 
1987 · 
1988 · 
1989 · 
1990 · 
1991 · 
1992 · 
1993 · 
1994 · 
1995 · 
1996 · 
1997 · 
1998 · 
1999 · 
2000 · 
2001 · 
2002 · 
2003 · 
2004 · 
2005 · 
2006 · 
2007 · 
2008 · 
2009 · 
2010 · 
2011 · 
2012 · 
2013 · 
2014 · 
2015 · 
2016 · 
2017 ·
2018 ·
2019 ·
2020 ·
2021 ·
2022 ·
2023 ·
2024
Argentinië ·
Aruba ·
Australië ·
Barbados ·
België ·
Belize ·
Bermuda ·
Bolivia ·
Bosnië en Herzegovina ·
Brazilië ·
Canada ·
Chili ·
China ·
Colombia ·
Cuba ·
Curaçao ·
Dominicaanse Republiek ·
Duitsland ·
Ecuador ·
El Salvador ·
Engeland ·
Finland ·
Frankrijk ·
Grenada ·
Griekenland ·
Guatemala ·
Guyana ·
Haïti ·
Honduras ·
Hongarije ·
Ierland ·
Iran ·
Italië ·
Jamaica ·
Japan ·
Joegoslavië ·
Kameroen ·
Marokko ·
Mexico ·
Nederland ·
Nederlandse Antillen ·
Nicaragua ·
Nieuw-Zeeland ·
Nigeria ·
Noord-Ierland ·
Noorwegen ·
Oekraïne ·
Oezbekistan ·
Oman ·
Oostenrijk ·
Panama ·
Paraguay ·
Peru ·
Polen ·
Puerto Rico ·
Qatar ·
Rusland ·
Saint Kitts en Nevis ·
Saint Vincent en de Grenadines ·
Saoedi-Arabië ·
Schotland ·
Servië ·
Slowakije ·
Sovjet-Unie ·
Spanje ·
Suriname ·
Trinidad en Tobago ·
Tsjechië ·
Tsjecho-Slowakije ·
Tunesië ·
Turkije ·
Uruguay ·
Venezuela ·
Verenigde Arabische Emiraten ·
Verenigde Staten ·
Wales ·
Zuid-Afrika ·
Zuid-Korea ·
Zweden ·
Zwitserland
Brazilië (2018) ·
China (2002) · 
Duitsland (2006) · 
Ecuador (2006) · 
Engeland (2014) · 
Griekenland (2014) · 
Italië (2014) ·
Nederland (2014) · 
Polen (2006) · 
Servië (2018) ·
Spanje (2022) ·
Turkije (2002) · 
Uruguay (2014) ·
Zwitserland (2018)
SAFA · A-internationals · Bondscoaches · Selecties · Statistieken · Zuid-Afrikaans vrouwenelftal · Olympisch elftal · Zuid-Afrika U21 · Zuid-Afrika U19 · Zuid-Afrika U17
1906 – 1919 ·
1920 – 1929 ·
1930 – 1939 ·
1940 – 1949 · 
1950 – 1959 · 
1960 – 1969 · 
1970 – 1979 · 
1980 – 1989 · 
1990 – 1999 · 
2000 – 2009 · 
2010 – 2019 ·
2020 − 2029
AC 1996 · 
AC 1998 · 
AC 2000 · 
AC 2002 · 
AC 2004 · 
AC 2006 · 
AC 2008 · 
AC 2013
WK 1998 · 
WK 2002 · 
WK 2010
OS 2000 ·
OS 2016 ·
OS 2020
1947 · 
1948–1949 · 
1950 · 
1951-1952 ·
1953 · 
1954 · 
1955 · 
1956–1991 · 
1992 · 
1993 · 
1994 · 
1995 · 
1996 · 
1997 · 
1998 · 
1999 · 
2000 · 
2001 · 
2002 · 
2003 · 
2004 · 
2005 · 
2006 · 
2007 · 
2008 · 
2009 · 
2010 · 
2011 · 
2012 · 
2013 · 
2014 · 
2015 · 
2016 ·
2017 ·
2018 ·
2019 ·
2020 ·
2021 ·
2022 ·
2023 ·
2024
Algerije ·
Andorra ·
Angola ·
Argentinië ·
Australië ·
Benin ·
Bolivia ·
Botswana ·
Brazilië ·
Bulgarije ·
Burkina Faso ·
Burundi ·
Canada ·
Centraal-Afrikaanse Republiek ·
Chili ·
Colombia ·
Comoren ·
Congo-Brazzaville ·
Congo-Kinshasa ·
Costa Rica ·
Denemarken ·
Duitsland ·
Ecuador ·
Egypte ·
Engeland ·
Equatoriaal-Guinea ·
Ethiopië ·
Frankrijk ·
Gabon ·
Gambia ·
Georgië ·
Ghana ·
Guatemala ·
Guinee ·
Guinee-Bissau ·
Honduras ·
Ierland ·
IJsland ·
Irak ·
Israël ·
Italië ·
Ivoorkust ·
Jamaica ·
Japan ·
Kaapverdië ·
Kameroen ·
Kenia ·
Lesotho ·
Liberia ·
Libië ·
Madagaskar ·
Malawi ·
Mali ·
Malta ·
Marokko ·
Mauritanië ·
Mauritius ·
Mexico ·
Mozambique ·
Namibië ·
Nederland ·
Nieuw-Zeeland ·
Niger ·
Nigeria ·
Noord-Korea ·
Noorwegen ·
Oeganda ·
Panama ·
Paraguay ·
Polen ·
Portugal ·
Rwanda ·
Saoedi-Arabië ·
Sao Tomé en Principe ·
Schotland ·
Senegal ·
Servië ·
Seychellen ·
Sierra Leone ·
Slovenië ·
Soedan ·
Spanje ·
Swaziland ·
Tanzania ·
Thailand ·
Trinidad en Tobago ·
Tsjaad ·
Tsjechië ·
Tunesië ·
Turkije ·
Uruguay ·
Verenigde Arabische Emiraten ·
Verenigde Staten ·
Zambia ·
Zimbabwe ·
Zuid-Soedan ·
Zweden
Frankrijk (2010) ·
Mexico (2010) ·
Paraguay (2002) · 
Slovenië (2002) · 
Spanje (2002) · 
Uruguay (2010)